# Усти на Лаби
Усти на Лаби или Усти над Лабом, Ушће на Лаби  (чеш. Ústí nad Labem, нем.: Aussig an der Elbe) је седми по величини град у Чешкој Републици, и главни је град Устечког краја, у оквиру којег је седиште засебног округа Усти на Лаби.

## Географија
Усти на Лаби се налази у северном делу Чешке републике, близу државне међе са Немачком, и налази се 90 км северно од главног града Прага. Град се налази у историјској области Бохемија.

### Рељеф
Усти на Лаби се налази на северу Чешко-Моравске висоравни, у долини реке Лабе, на надморској висини од приближно 220 m. Северно од града се издиже Крушне горе, а јужно Средњочешко побрђе.

### Клима
Клима области Уста на Лаби је умерено континентална.

### Воде
Град Усти на Лаби се налази на ушћу реке Билине у велику реку Лабу и има речну луку. Низводно од града Лаба прави клисуру.

## Историја
Насеље на овом месту постојало је године 993. године. Град је основао краљ Отакар II Пшемисл крајем 13. века. Краљ Жигмунд Луксембуршки је 1423. године предао Усти Фридриху I Мајсенском, а у граду је тада смештен саксонски војни гарнизон. Хуситска војска је 16-ог јуна 1426. године код Устија поразила бројнију немачку војску и потом разрушила град. Град је био напуштен до 1429. г. 1429. године у овом граду је рођен познати немачки сликар романтизма Антон Рафаел Менгс.
Усти над Лабом је био један од градова судетске области у Чехословачкој, где су Немци били већина. Град је заједно са Хебом био главни центар нацистичкога покрета у Судетима. Током 1938. град је оцепљен од Чехословачке и припојен Трећем рајху у склопу Судетских области. Велики део немачког становништва изгинуо је у Другом светском рату борећи се на страни немачке војске. Усти је тешко разрушен бомбардовањем у априлу 1945. године. У периоду 1946—1948. скоро све немачко становништво (око 53 хиљаде људи) протерано је из града. Град су населили Чеси - дошљаци из Словачке, Румуније и Совјетског Савеза. У послератном раздобљу у Устију су изграђени многобројни велики стамбени блокови у стилу социјалистичког реализма.

## Становништво
Усти на Лаби има данас близу 100 хиљада становника и последњих година број становника поново расте.

## Градске знаменитости
Најзначајнији споменик у граду је Црква вазнесења пресвете Богородице. Поред тога град има неколико лепих улица у старом длеу града, али и бројна здања савремене архитектуре.
Од 1957. године град има зоолошки врт, који је данас веома познат у држави.

## Привреда
Усти над Лабом је један од средишта хемијске, машинске и текстилне индустрије у Чешкој, мада је данас индустрија града у кризи. Град је саобраћајно чвориште за речни и железнички саобраћај.

## Партнерски градови
- Владимир
- Кемниц
- Halton

## Галерија
- Поглед на град са неба
- Црква вазнесења пресвете Богородице
- Једна од улица старог дела града
- Градско позориште